# Emmanuelle Chaulet
Pour les articles homonymes, voir Chaulet.
Emmanuelle Chaulet est une actrice française, née en 1962 à La Rochelle.

## Biographie
Elle a travaillé longtemps avec Xavier Durringer, et créa le rôle de Lulu dans Bal-Trap, avec Pascal Demolon et Vincent Cassel. Elle a étudié avec Robert Cordier et à l'Atelier Blanche Salant dans les années 1980-1990.
Elle est partie aux États-Unis en 1989 avec une bourse Fulbright pour étudier à l'Institut Lee Strasberg de New York, et est devenue citoyenne américaine en 2000.
Elle fut professeure de théâtre, maître de conférence à l'Université du Maine Sud de 1991 à 2013. Désormais revenue en France, elle coache les acteurs professionnels français et internationaux. Elle a développé sa méthode le Voice Dialogue Acting à partir des techniques de jeu d'acteur américaines et du Voice Dialogue de Hal et Sidra Stone.
Elle figure dans le Who's Who in America depuis 2007. Elle est l'auteure du livre A Balancing Act (2008), développant sa technique de jeu de l'acteur. Elle est mariée avec le peintre français Jean-Pierre Rousset et elle a un fils.

## Filmographie
- 1987 : L'Ami de mon amie d'Éric Rohmer, (Blanche, rôle principal)
- 1988 : Chocolat de Claire Denis, (Mireille Machinard)
- 1989 : I Want to Go Home d'Alain Resnais
- 1990 : All the Vermeers in New York de Jon Jost (Anna, rôle principal)
- 1991 : Je t'ai dans la peau de Jean-Pierre Thorn
- 2005 : Sundowning de Jim Cole